# Tlaxcala de Xicohténcatl
Tlaxcala, oficialment, Tlaxcala de Xicohténcatlés una ciutat de Mèxic i capital de l'estat de Tlaxcala, i cap de municipi del municipi homònim. El 2005, la ciutat tenia 15.777 habitants, el municipi sencer, en tenia 83.748, tot i que inclou altres pobles no adjacents. És situada a la vall de Puebla, o vall de Puebla-Tlaxcala, a només 30 km al nord de la ciutat de Puebla, tot i que no forma part de la seva àrea metropolitana, i a 113 km a l'est de la ciutat de Mèxic. Fou fundada el 1525, i el 1857, amb l'admissió del territori com a estat de la federació mexicana, fou declarada capital.

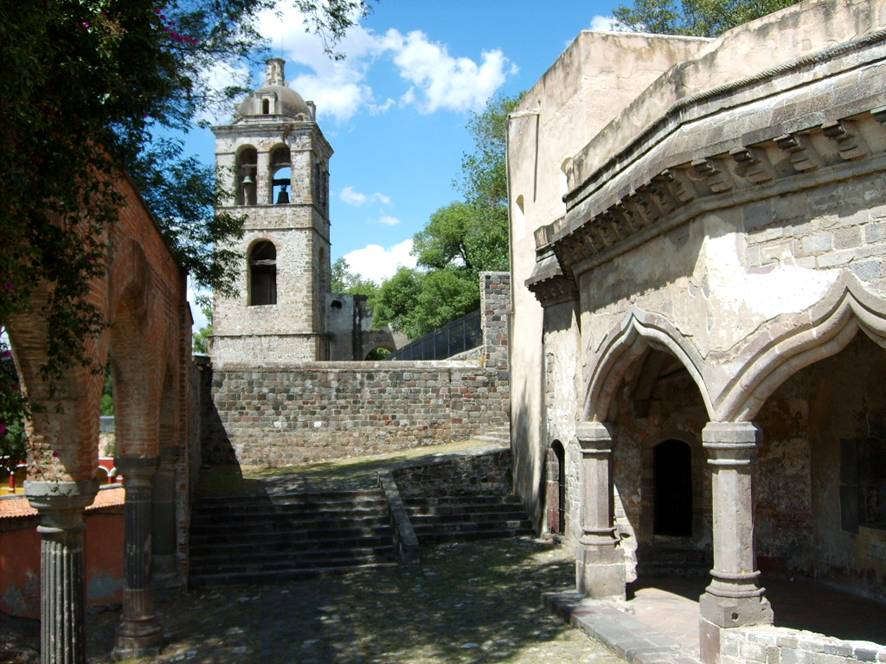
Capella del convent de Sant Francesc d'Assís a Tlaxcala